# Halowe Mistrzostwa Świata w Lekkoatletyce 2010 – bieg na 3000 m kobiet
Bieg na 3000 m kobiet – jedna z konkurencji rozgrywanych podczas 13. Halowych Mistrzostw Świata w hali Aspire Dome w Dosze.
Wymagane minimum A do udziału w mistrzostwach świata wynosiło 9:03,00 (uzyskane w hali), bądź - 8:38,00 (na stadionie). Eliminacje odbyły się 12 marca, a finał zaplanowano na drugi dzień mistrzostw. W konkurencji tej startowały dwie reprezentantki Polski – Lidia Chojecka, która wywalczyła prawo startu w finale oraz Renata Pliś, która swoją przygodę z mistrzostwami zakończyła na biegu eliminacyjnym.

## Terminarz
| Data          | Godzina | Runda      |
| ------------- | ------- | ---------- |
| 12 marca 2010 | 14:00   | Eliminacje |
| 13 marca 2010 | 16:55   | Finał      |

## Rezultaty
| Poz. - pozycja \| CR - rekord mistrzostw \| NR - rekord kraju                                      |
| PB - rekord życiowy \| SB - najlepszy wynik w sezonie \| X - próba spalona \| – - pominięcie próby |

### Eliminacje
W rundzie eliminacyjnej zawodniczki podzielono na dwie grupy. Do finału awansowały bezpośrednio 4 pierwsze zawodniczki z każdego biegu (Q) oraz dodatkowo 4, które we wszystkich pozostałych biegach uzyskały najlepsze czasy wśród przegranych (q).
| Pozycja | Bieg | Zawodniczka           | Reprezentacja     | Czas    | Uwagi |
| ------- | ---- | --------------------- | ----------------- | ------- | ----- |
| 1       | 2    | Meseret Defar         | Etiopia           | 8:48.23 | Q     |
| 2       | 2    | Sylvia Jebiwott Kibet | Kenia             | 8:48.60 | Q     |
| 3       | 2    | Alemitu Bekele Degfa  | Turcja            | 8:48.73 | Q, SB |
| 4       | 2    | Lajes Abdullajewa     | Azerbejdżan       | 8:49.65 | Q, PB |
| 5       | 2    | Jéssica Augusto       | Portugalia        | 8:50.81 | q     |
| 6       | 2    | Desireé Davila        | Stany Zjednoczone | 8:51.08 | q, PB |
| 7       | 2    | Lidia Chojecka        | Polska            | 8:52.14 | q, SB |
| 8       | 2    | Adriënne Herzog       | Holandia          | 8:53.24 | q, PB |
| 9       | 2    | Ancuţa Bobocel        | Rumunia           | 8:54.08 | PB    |
| 10      | 2    | Deirdre Byrne         | Irlandia          | 8:58.94 | PB    |
| 11      | 1    | Sentayehu Ejigu       | Etiopia           | 9:00.34 | Q     |
| 12      | 1    | Sara Moreira          | Portugalia        | 9:01.01 | Q     |
| 13      | 1    | Vivian Cheruiyot      | Kenia             | 9:01.35 | Q     |
| 14      | 1    | René Kalmer           | Południowa Afryka | 9:01.41 | Q, NR |
| 15      | 1    | Barbara Parker        | Wielka Brytania   | 9:01.52 |       |
| 16      | 1    | Renata Pliś           | Polska            | 9:02.68 |       |
| 17      | 1    | Sara Hall             | Stany Zjednoczone | 9:04.25 |       |
| 18      | 1    | Yelena Zadorozhnaya   | Rosja             | 9:09.52 |       |
| 19      | 2    | Gemma Turtle          | Wielka Brytania   | 9:17.55 |       |
| 20      | 1    | Hazel Murphy          | Irlandia          | 9:17.60 |       |
| 21      | 1    | Viktoriia Poliudina   | Kirgistan         | 9:30.76 | NR    |

### Finał
| Pozycja | Zawodniczka           | Reprezentacja     | Czas    | Uwagi |
| ------- | --------------------- | ----------------- | ------- | ----- |
|         | Meseret Defar         | Etiopia           | 8:51.17 |       |
|         | Vivian Cheruiyot      | Kenia             | 8:51.85 |       |
|         | Sentayehu Ejigu       | Etiopia           | 8:52.08 |       |
| 4       | Sylvia Jebiwott Kibet | Kenia             | 8:52.16 |       |
| 5       | Alemitu Bekele Degfa  | Turcja            | 8:53.78 |       |
| 6       | Sara Moreira          | Portugalia        | 8:55.34 |       |
| 7       | Lajes Abdullajewa     | Azerbejdżan       | 8:57.59 |       |
| 8       | Jéssica Augusto       | Portugalia        | 9:01.71 |       |
| 9       | René Kalmer           | Południowa Afryka | 9:04.11 |       |
| 10      | Desireé Davila        | Stany Zjednoczone | 9:07.24 |       |
| 11      | Lidia Chojecka        | Polska            | 9:07.80 |       |
| 12      | Adriënne Herzog       | Holandia          | 9:12.99 |       |